# Andøya
Andøya es la isla más septentrional del archipiélago de Vesterålen, perteneciente a la provincia de Nordland en Noruega.
La isla pertenece al municipio de Andøy, y cubre un área de 489 km². En el norte de la isla se halla Andenes, la localidad más septentrional de la provincia. Se encuentra unos 300 km por encima del círculo polar ártico.
Su topónimo en nórdico antiguo era Ǫmd, que en su caso genitivo fue unido a la palabra øy ("isla"), dando como resultado Amdarøy y más tarde Andarøy. Se desconoce qué significa el topónimo original Ǫmd.
Desde esta isla fue lanzado el cohete-sonda Black Brant que provocó el incidente del cohete noruego de 1995.